# 다와라다역
다와라다역(일본어: 俵田駅)은 일본 지바현 기미쓰시에 위치한 동일본 여객철도 구루리 선의 철도역이다. 단선 승강장 1면 1선의 구조를 갖춘 지상역이다.

## 이용 현황
| 승차 인원 추이 | 승차 인원 추이 |
| 연도           | 1일 평균       |
| -------------- | -------------- |
| 1990           | 161            |
| 1991           | 168            |
| 1992           | 153            |
| 1993           | 153            |
| 1994           | 141            |
| 1995           | 142            |
| 1996           | 125            |
| 1997           | 112            |
| 1998           | 110            |
| 1999           | 117            |
| 2000           | 89             |
| 2001           | 78             |
| 2002           | 77             |
| 2003           | 77             |
| 2004           | 71             |
| 2005           | 72             |
| 2006           | 64             |

## 역 주변
- 국도 제410호선
- 오비쓰 강

## 역사
- 1921년 7월 10일 : 지바 현영 철도 구루리 선의 역으로서 개업.
- 1923년 9월 1일 : 지바 현영 철도 구루리 선이 국유화.
- 1987년 4월 1일 : 일본국유철도 분할 민영화에 의해, 동일본 여객철도가 승계.
- 2008년 1월 3일 : 구) 맞이방이 화재로 소실.
- 2009년 경 : 새 맞이방이 신축.

## 인접 역
| 동일본 여객철도 구루리 선 | 동일본 여객철도 구루리 선 | 동일본 여객철도 구루리 선  |
| ------------------------- | ------------------------- | -------------------------- |
| 오비쓰 기사라즈 방면      | ■ 구루리 선               | 구루리 가즈사카메야마 방면 |